# Клаудія Гуфнагль
Клаудія Гуфнагль (нім. Claudia Hufnagl, 20 травня 1996) — австрійська плавчиня. Учасниця Чемпіонату світу з плавання на короткій воді 2018 на дистанції 200 метрів батерфляєм.